# Правительство островов Рюкю
Правительство островов Рюкю (яп. 琉球政府, Рю:кю: сэйфу) — орган управления архипелага Рюкю, существовавший во время американской оккупации острова Окинава. 

## История
Было создано американской гражданской администрацией островов Рюкю 1 апреля 1952 и расформировано 14 мая 1972 после возвращения архипелага Рюкю в состав Японии. Правительство состояло из трёх традиционных ветвей власти: законодательной, исполнительной и судебной; члены правительства избирались путём выборов, а принимаемые законы не всегда соответствовали законам американской администрации.
Главой правительства был Главный исполнитель (яп. 行政主席, Гё:сей сусеки). С 1952 по 1960 годы Главный исполнитель назначался американской администрацией, позднее им становился лидер выигрывавшей политической партии (с 1960 по 1966 годы), ещё позже его стали выбирать путём голосования в правительстве (с 1966 по 1968 годы), с 1968 года и до конца существования правительства право выбора Главного исполнителя предоставлялось гражданам.

## Главы правительства
| Имя           | Период                           |
| ------------- | -------------------------------- |
| Сухэй Хига    | 1 апреля 1952 — 25 октября 1956  |
| Дзюго Тома    | 11 ноября 1956 — 10 ноября 1959  |
| Сэйсаку Ота   | 11 ноября 1959 — 30 октября 1964 |
| Сэйхо Мацуока | 31 октября 1964 — 30 ноября 1968 |
| Тёбё Яра      | 1 декабря 1968 — 14 мая 1972     |